# Газда, Юлиан
Юлиан Северин Тадеуш Газда (пол. Julian Seweryn Tadeusz Gazda; 8 января 1892, Рудник-над-Санем — 7 июля 1949, Нью-Йорк, США) — военнослужащий Польских легионов, майор пехотного резерва Войска Польского, узник немецких концлагерей во время Второй мировой войны.

## До Второй мировой войны
Он родился 8 января 1892 года. Сын Эдуарда и Анелы из Кошалки. У него было четыре сестры: Станислава, Бронислава, Зофия и Валерия. Окончил начальную школу в Руднике в 1903 году и среднюю школу в Ярославе, где сдал выпускные экзамены в 1911 году. Он начал свое обучение на юридическом факультете Львовского университета Яна Казимира. Там же вступил в контакт с легионерским движением. Он прервал учёбу из-за материальных трудностей, начал работать в кредитном союзе в Руднике. Университет Юлиан окончил заочно уже межвоенный период в 1926 году.
Вместе со своим будущим зятем Максимилианом Венгжинеком он основал стрелковое общество в Руднике. С этим отрядом (20 человек) он отправился 21 августа 1914 года к войскам Пилсудского в Кракове. Подразделение было включено в Жешувскую роту. Участвовал в боях под Лясками, Бжехувом и Нидой, а затем в составе 1-го пехотного полка Польских легионов в Волынском походе за Стырь в Пилсудском редуте и в битве при Костюхнувке.
После восстановления независимости Польши он был принят в Войско Польское. Служил в звании поручика пехоты. С 1918 года в составе 8-го пехотного полка легионов на протяжении всей Украинской кампании и польско-большевистской войны. Был ранен в ногу, когда пытался оседлать лошадь. Произведен в чин капитана пехотного запаса 1 июня 1919. Уехал в 1921 году, чтобы закончить учёбу.
Женился на Александре Хелене Выжик из Любича (1896—1978), в ноябре 1922 года в Пшеворске. У них было двое детей: Алина (1923) и Владислав (1927).
В 1924 году он был офицером запаса 37-го стрелкового полка.
В 1930-е годы был президентом отделения Союза польских легионеров в Ниско. Работал помощником нотариуса, полномочным представителем имения Герхарда Франке (управление товарами и промышленными предприятиями в Ниско).
Демобилизовался в 1939 году в звании майора (до войны).

## Во Вторую мировую войну и после
Арестован немцами 17 мая 1940, а затем — вместе с группой из более чем 758 молодых поляков — 14 июня 1940 он был перевезен из Тарнува в концлагерь Аушвиц — это была первая массовая перевозка туда. В нём он получил лагерный номер 337. На железнодорожном вокзале в Тарнуве висит табличка с именами первых узников, депортированных в Аушвиц, среди них Юлиан Газда.
В 1942 г. переведен в концлагерь Маутхаузен-Гузен (№ 1476 и 46692).
После освобождения американцами находился в Линце (польский лагерь № 70 Катценау), затем с 1947 в США, где жил с семьей. Работал в редакции «Новый Свят».
Умер в Нью-Йорке в 1949 году.